# Yasutaka Matsudaira
Yasutaka Matsudaira (jap. 松平康隆 Matsuraida Yasutaka; ur. 22 stycznia 1930 w Tokio na Honsiu, zm. 31 grudnia 2011 tamże) – japoński siatkarz, trener.

## Kariera zawodnicza
Yasutaka Matsuraida urodził się w dzielnicy Tokio – Shinagawa.
W 1947 roku po ukończeniu gimnazjum (obecnie Roppongi High School) dostał się do Wydziału Prawa i Nauk Politycznych na Uniwersytet Keiō, gdzie grał w tamtejszej drużynie siatkówki, z którą w 1951 roku zdobył Puchar Cesarza, będąc tym samym pierwszą drużyną uniwersytecką, która zdobyła to trofeum po II wojnie światowej. W 1952 roku ukończył studia uzyskując tytuł magistra prawa i rozpoczął pracę w NKK (obecnie JFE Holdings), jednak nadal czynnie grał w siatkówkę. W 1958 roku podczas igrzyski azjatyckich w Tokio zdobył wraz z reprezentacją Japonii złoty medal igrzysk. Karierę zawodniczą zakończył w 1961 roku.

## Kariera trenerska
Yasutaka Matsuraida po zakończeniu kariery zawodniczej rozpoczął karierę trenerską. Wyjechał na polecenie Ministerstwa Edukacji do Związku Radzieckiego w celu kształcenia się w kierunku trenerskim i poznania zasad gry zespołów 6-osobowych.
W latach 1964–1972 Matsuraida był trenerem reprezentacji Japonii, która pod jego wodzą odnosiła największe sukcesy w historii: mistrzostwo olimpijskie (1972), wicemistrzostwo olimpijskie (1968), brązowy medal tej imprezy (1964), a także dwukrotnie brązowy medal mistrzostw świata (1970, 1974), srebrny medal Pucharu Świata (1969) oraz dwukrotnie mistrzostwo igrzysk azjatyckich (1966, 1970).

## Działacz
W 1979 roku został dyrektorem wykonawczym Japońskiego Związku Piłki Siatkowej, a podczas igrzysk olimpijskich 1980 w Moskwie pełnił funkcję dyrektora generalnego. W latach 1985–1997 był prezesem Azjatyckiej Konfederacji Piłki Siatkowej, a w latach 1989–1995 był prezesem Japońskiego Związku Piłki Siatkowej, a w latach 1994–1996 był wiceprezesem FIVB, a także był wiceprezesem Japońskiego Komitetu Olimpijskiego.
W 1998 roku jako pierwszy Japończyk dostał się do Volleyball Hall of Fame.
W 2001 roku został honorowym prezesem Japońskiego Związku Piłki Siatkowej, a w 2011 roku jej honorowym doradcą.
Yasutaka Matsuraida zmarł dnia 31 grudnia 2011 roku w szpitalu w Tokio na rozedmę płuc.

## Sukcesy

### Zawodnicze
- Igrzyska Azjatyckie:
  -  1958 (z Japonią)

### Szkoleniowe
- Igrzyska Olimpijskie:
  -  1972 (z Japonią)
  -  1968 (z Japonią)
  -  1964 (z Japonią)
- Mistrzostwa Świata:
  -  1970, 1974 (z Japonią)
- Igrzyska Azjatyckie:
  -  1966, 1970 (z Japonią)
- Puchar Świata:
  -  1969 (z Japonią)

## Odznaczenia i nagrody

### Odznaczenia
- 1988: Medal Honoru
- 1990: Medal Martinez de Barbados (Kuba)
- 2004: Order Wschodzącego Słońca

### Nagrody
- 1982: Nagroda FIVB
- 1995: Srebrny Medal MKOL
- 1998: Volleyball Hall of Fame
- 1998: Nagroda za Całokształt Twórczości FIVB
- 1999: Wielki Krzyż FIVB
- 2000: Trener XX-wieku FIVB
- 2003: Honorowy Obywatel Stanu Massachusetts
- 2007: Honorowy Mieszkaniec Tokio

## Ciekawostki
- Przyjacielem Matsuraidy podczas edukacji w gimnazjum był słynny japoński narrator, seiyū – Tōru Ōhira.